# Чеполосов, Иван Никифорович

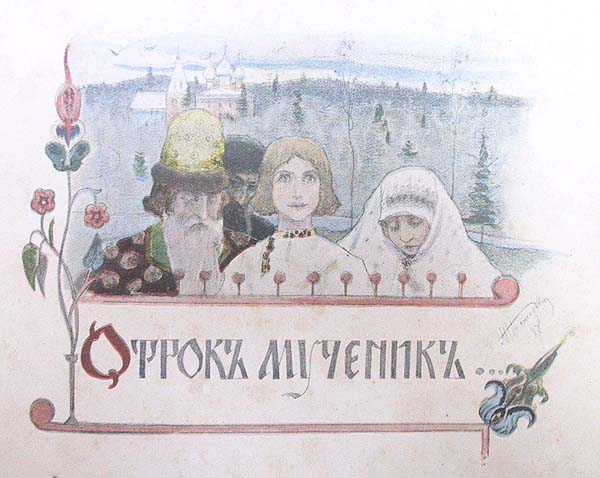
Иллюстрация к книге «Отрок-мученик. Угличское сказание»

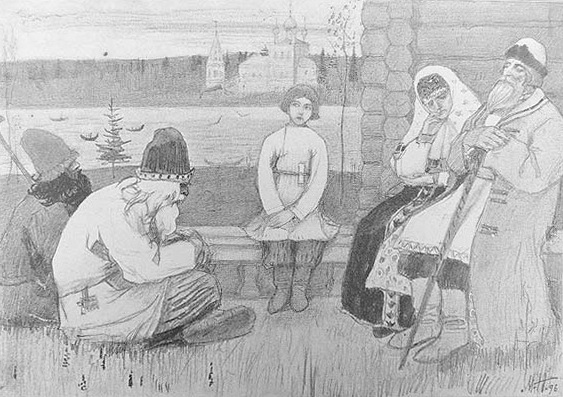
Иллюстрация к книге «Отрок-мученик. Угличское сказание»

Иван Никифорович Чеполосов, известный как угличский мученик Иоанн-младенец (8 (18) января 1657 — 25 июня (5 июля) 1663) — святой Русской православной церкви.

## Жизнеописание

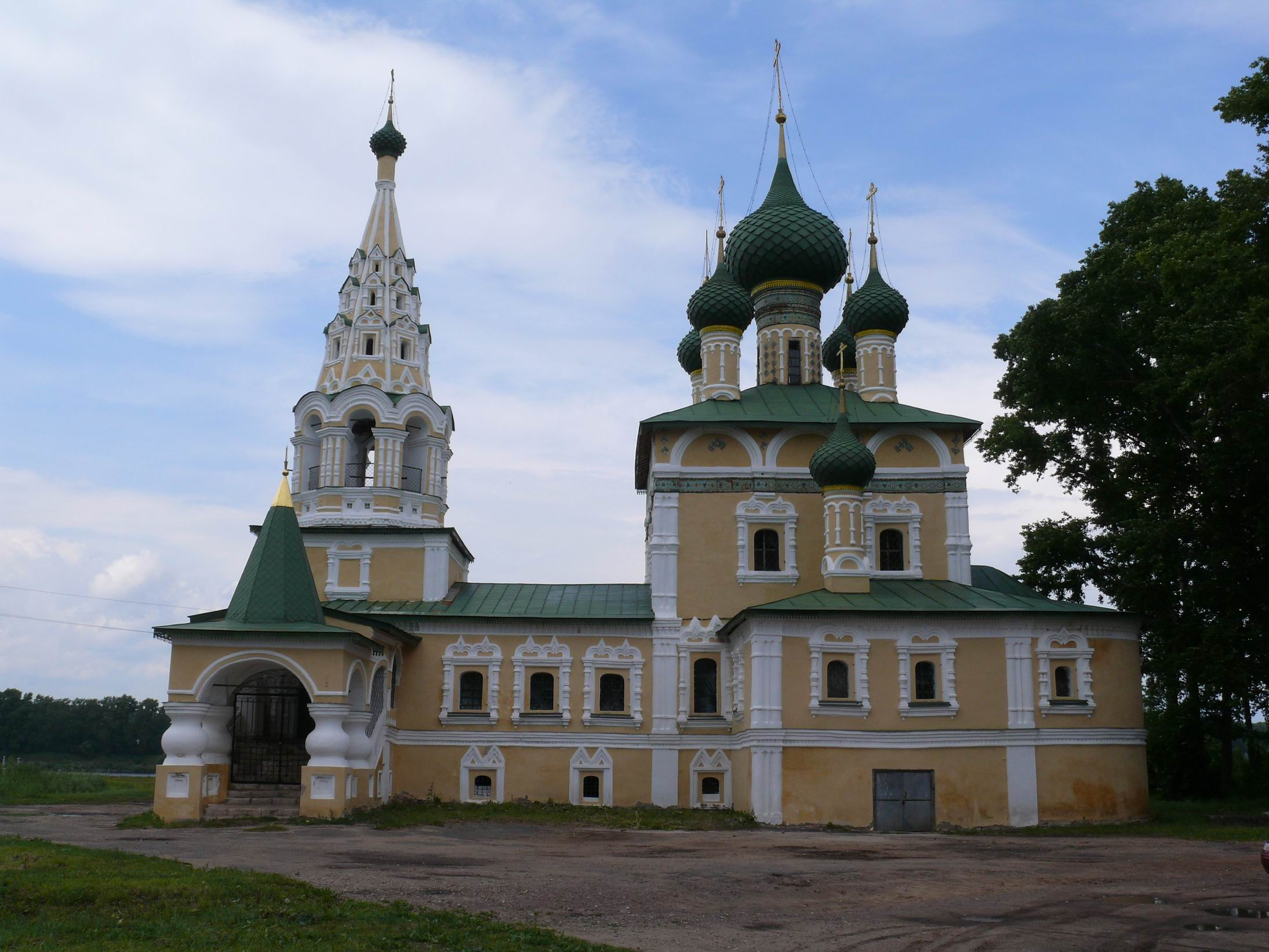
Церковь Рождества Иоанна Предтечи на Волге

Ваня родился в Угличе в семье состоятельного купца Никифора Григорьевича Чеполосова. Мальчик был «телом зело прекрасен, наипаче же духом страха Божия процветаше и укрепляшеся». Прожил он только шесть лет.
Однажды он пошёл к учителю грамоты и пропал. Его искали в Волге, на дорогах и в лесах, но нигде не нашли. Житие утверждает, что он был похищен доверенным слугой своего отца, приказчиком Рудаком, жителем селения Иерусалимского, находившегося недалеко от Углича, имевшим на его отца «злобственное, в сердце скрытое ухищрение». Шестнадцать дней тот держал его в ларе (или в «конике» — погребе) «с острыми колючками», а ночью выпускал и стегал конской плетью, принуждая отречься от родителей и назвать отцом его, но мальчик не соглашался. Некоторые говорили после, что мучитель каждую ночь вырывал у Вани по зубу. В конце концов Рудак зарезал мальчика ножом, «двадесятью четырьмя ранами убиение нанесе, двадесять же пятою блаженного страдальца сквозь честную главу во ушеса пронзе». Труп убийца попытался скрыть на болоте.
Согласно житию, нетленное тело через восемь дней нашли пастухи, но никому не удалось вынуть из головы убитого нож, однако уже после отпевания, когда к телу подошёл Рудак, нож выпал сам собой, что было расценено как знак, что именно приказчик является убийцей. Но Ваня, явившись во сне сначала матери, а потом одновременно обоим родителям, просил о помиловании Рудака и того оставили живым. Утверждается, однако, что вскоре «он был живой изъеден червями». Похоронили мальчика 6 (16) июля возле деревянной церкви Рождества Святого Иоанна Предтечи.

## Память

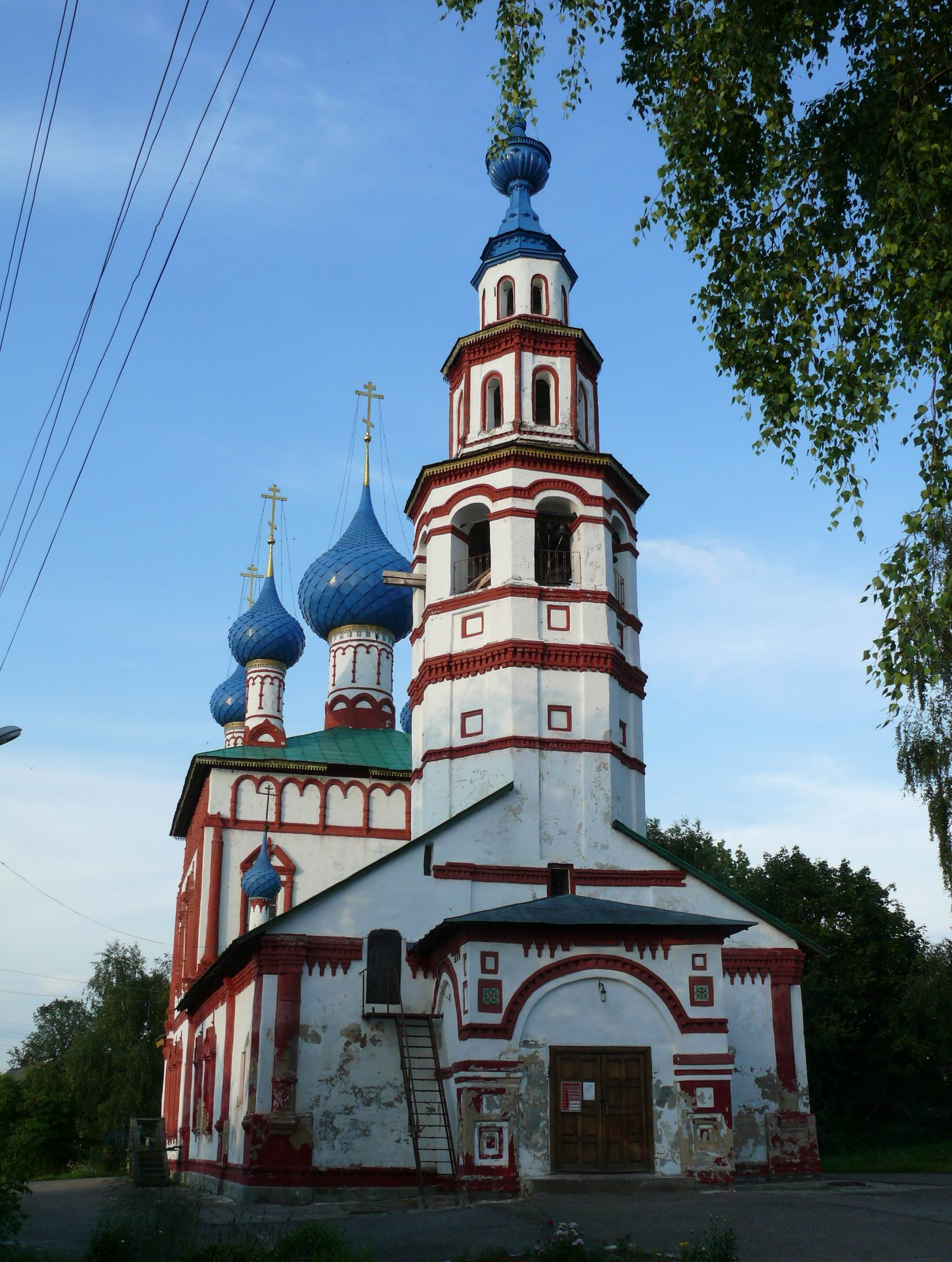
Храм Корсунской иконы Божией Матери

Никифор Чеполосов начал строить в 1689 году в память о сыне каменную церковь Иоанна Предтечи, при строительстве которой и были обретены мощи святого, помещённые сначала в деревянную, а после в каменную церковь Иоанна Предтечи. Утверждается, что ни тело, ни одежда совершенно не пострадали, не сохранилась лишь небольшая часть мизинца, в то время как от останков брата Вани, похороненного там же ранее, ничего не осталось.
По благословению митрополита Ионы мощи были освидетельствованы монахами угличского Воскресенского монастыря. Появились первые свидетельства об исцелённых, но вскоре мощи, по указу митрополита, вызванному, согласно житию, борьбой со старообрядчеством (Иоанна крестили по старым книгам), были заложены под спудом в тёплом приделе в стене трапезной в том же самом гробу.
В 1895 году вышел роман Василия Михеева с иллюстрациями Михаила Нестерова, Василия Сурикова и Елизаветы Бём «Отрок-мученик. Угличское сказание».
В 1970 году во время реставрации церкви были обретены мощи святого. Судебно-медицинские эксперты подтвердили, что убийство произошло вследствие удара в голову острым предметом. Почитание святого было официально восстановлено.
В 1996 году мощи перенесли из музейных фондов во вновь открытую Корсунскую церковь, где они и находятся по сей день.
Память 25 июня (8 июля), а также 23 мая (5 июня) в Собор Ростово-Ярославских святых.